# Vasca Imhoff

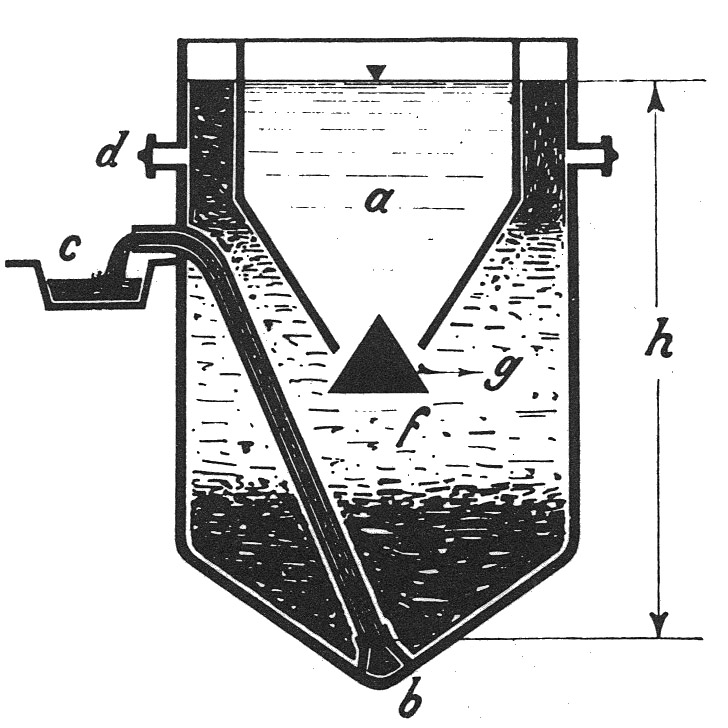
Sezione di una vasca Imhoff. a - compartimento superiore, b-c - uscita del fango, d - uscita biogas (dovrebbe essere più alta), f - compartimento inferiore, g - passaggio del fango dal compartimento superiore al compartimento inferiore, h - altezza.

La vasca Imhoff (o fossa Imhoff o pozzo Imhoff), dal nome dell'ideatore, l'ingegnere tedesco Karl Imhoff (1876–1965), è un dispositivo utilizzato per il trattamento dei liquami nei piccoli o medi impianti di depurazione.
Tali vasche settiche offrono il vantaggio di avere in un unico recipiente i compartimenti destinati rispettivamente alla sedimentazione primaria e alla digestione del fango.

## Caratteristiche della vasca
La vasca Imhoff è costituita da due compartimenti prefabbricati (in genere realizzati in cemento armato) interrati sovrapposti e idraulicamente comunicanti: 
- Quello superiore rappresenta la vasca di sedimentazione primaria;
- Quello inferiore è destinato alla digestione anaerobica dei fanghi.

La vasca superiore è generalmente costituita da una parte superiore a sezione rettangolare e da una parte inferiore a sezione triangolare con il vertice in basso. L'insieme forma una specie di tramoggia, che comunica col compartimento inferiore per mezzo di una fessura longitudinale attraverso la quale passano i fanghi sedimentabili.

## Funzionamento

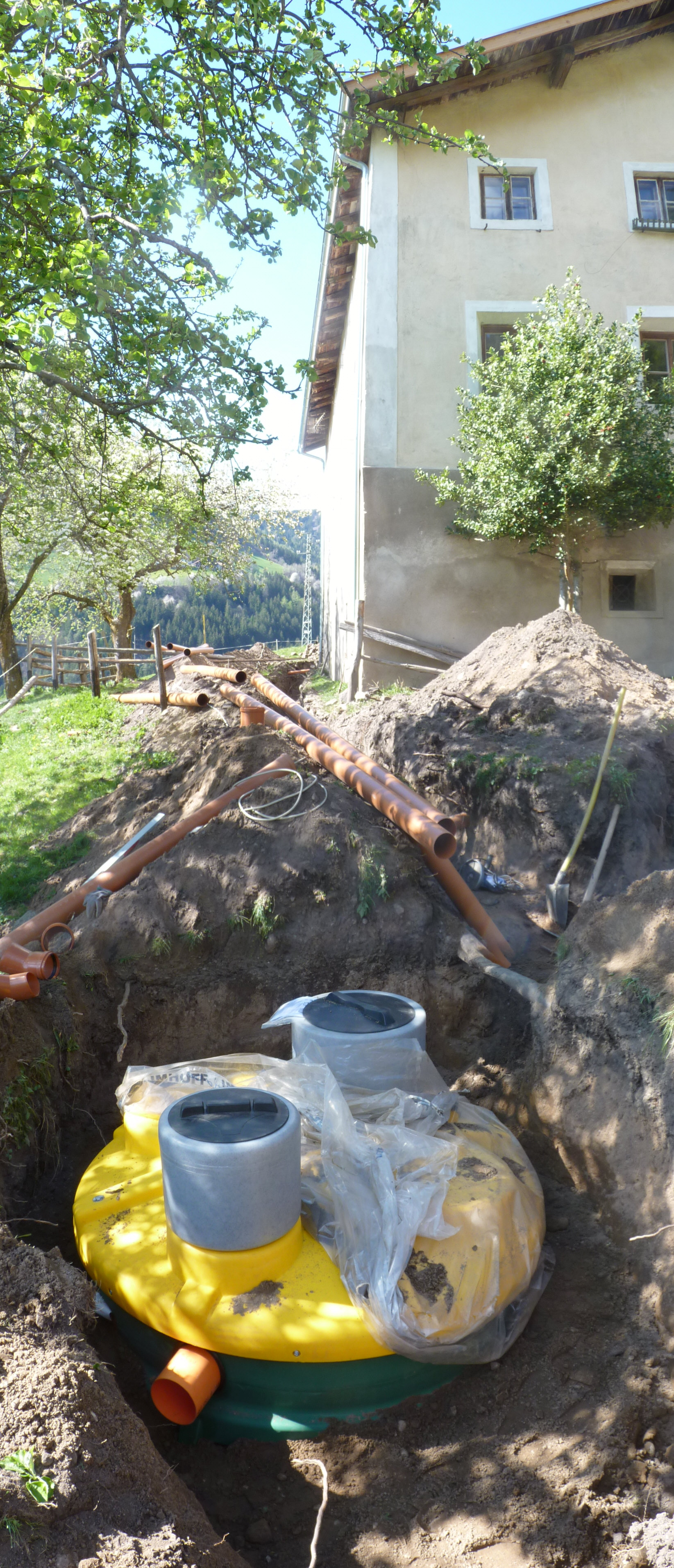
Fossa Imhoff in una casa contadina dell'Alto Adige

Il liquame in arrivo incontra un paraschiume che lo costringe a passare sotto di esso per entrare nella camera di sedimentazione lasciando anteriormente la materia galleggiante tra cui anche i grassi liberi, cioè non aderenti alle particelle solide. Le parti in sospensione si accumulano formando una spessa crosta, che periodicamente deve essere rimossa. Nella camera di sedimentazione cadono più o meno lentamente le particelle più grossolane sedimentabili, le quali scivolano sulle pareti inclinate della tramoggia e raggiungono, attraverso la fessura, la camera sottostante. Il liquame, dopo aver attraversato con flusso orizzontale la camera di sedimentazione, incontra un secondo paraschiume, il quale ha il compito di intercettare le materie galleggianti che casualmente, trascinate dalla corrente, fossero passate al di sotto del primo. Passando al di sotto del secondo paraschiume il liquame risale e imbocca il canale di scarico. I fanghi sedimentati si accumulano nel compartimento inferiore dove subiscono il processo digestivo operato da batteri anaerobici, mentre il gas biologico prodotto dalla fermentazione si libera dagli sfiati posti lateralmente al foro di entrata. Il fango digerito viene estratto per mezzo di un tubo che pesca sul fondo del pozzo, dove si trova il fango più vecchio, e convogliato verso i letti di essiccamento o altro sistema di essiccazione dei fanghi.
L'acqua dopo un tempo di ritenzione esce chiarificata dal comparto di sedimentazione, non entrando in alcun modo in contatto con il comparto inferiore (i deflettori di entrata e uscita devono essere posizionati esclusivamente nel vano superiore di sedimentazione bensì che nel vano di digestione).
Nella parte superiore è presente un tubo di sfiato dei gas, che facilita anche l'ingresso dei liquami in arrivo, evitando il generarsi di pressioni eccessive all'interno della vasca stessa.

## Applicazioni
- Servizio di piccoli insediamenti che non sono serviti dalla rete fognaria;
- Insediamenti per cui è richiesta una semplice sgrossatura dei liquami civili, prima che questi vengano immessi nelle pubbliche fognature;
- Pretrattamento a monte dei piccoli impianti di depurazione.

Le vasche Imhoff non sono in genere sufficienti per assicurare il rispetto dei parametri indicati nel D. Lgs.152/99, ma sono ammesse dall'art. 3 dell'allegato 5: "Possono essere considerati come appropriati i sistemi di smaltimento per scarichi di insediamenti civili provenienti da agglomerati con meno di 50 A.E. come quelli già indicati nella delibera del Comitato dei Ministri per la tutela delle acque dall'inquinamento del 4/02/77". Il Dlgs. 152/99 è stato abrogato dal 152/2006 oggi la definizione di trattamento appropriato è la seguente: art. 74 DLgs 152/2006.
ii) trattamento appropriato: il trattamento delle acque reflue urbane mediante un processo ovvero un sistema di smaltimento che, dopo lo scarico, garantisca la conformità dei corpi idrici recettori ai relativi obiettivi di qualità ovvero sia conforme alle disposizioni della parte terza del presente decreto;
A monte della vasca è opportuno installare un degrassatore. Gli eventuali scarichi di acque meteoriche devono
essere deviati a valle della fossa Imhoff.
La frequenza minima di espurgo dei fanghi deve essere almeno annuale.